# Periplaneta nitida
Periplaneta nitida es una especie de cucaracha, un insecto blatodeo de la familia Blattidae.

## Taxonomía
Fue descrito por primera vez en 1890 por Bolívar. 